# Chrysanthrax nivea
Chrysanthrax nivea är en tvåvingeart som beskrevs av Cole 1923. Chrysanthrax nivea ingår i släktet Chrysanthrax och familjen svävflugor. Inga underarter finns listade i Catalogue of Life.